# پارکویل، ویکتوریا
پارکویل (به انگلیسی: Parkville) یک منطقهٔ مسکونی در استرالیا است که در ویکتوریا (استرالیا) واقع شده‌است.